# Клемент, Грегори
Грегори Клемент (англ. Gregory Clement; 1594 — 17 октября 1660, Вестминстер) — английский торговец и политический деятель; один из цареубийц Карла I.

## Биография
Был сыном Джона Клемента, торговца и будущего мэра Плимута и его жены Джудит Спарк.
Продолжив дело отца стал торговцем, устроившись работать в Ост-Индскую компанию. Клемент работал в компании до 1630 года, пока не был уволен за участие в незаконных сделках. После возвращения на родину женился на Кристиане Бартер и проживал в Лондоне, занимаясь торговлей.
Во время Английской революции примкнул к парламенту, став в июле 1648 года членом парламента от Фоуи (Корнуолл). 
В январе 1649 года он стал одним из членов суда, присудившего короля Карла I к смертной казни.
Последующие три года работал в парламенте, участвуя в продаже коронных и церковных земель, пока в мае 1652 года не был уволен, как считалось из-за интимного скандала со служанкой. Покинув парламент, отошёл от политической деятельности.
После реставрации монархии престол занял сын казнённого короля Карл II, который потребовал наказания для всех причастных к казни отца. Клемент пытался бежать из страны, но был опознан одним из жителей и арестован. В октябре 1660 года предстал перед судом, который приговорил его к смерти, как государственного изменника. 17 октября 1660 года он был казнён в Вестминстере через повешение, потрошение и четвертование.